# (12464) Manhattan
(12464) Manhattan est un astéroïde de la ceinture principale.

## Description
(12464) Manhattan est un astéroïde de la ceinture principale. Il fut découvert le 2 janvier 1997 à Kitt Peak par le projet Spacewatch. Il présente une orbite caractérisée par un demi-grand axe de 2,29 UA, une excentricité de 0,06 et une inclinaison de 7,4° par rapport à l'écliptique.

## Compléments